# آلینا ماکسیمنکو
آلینا ماکسیمنکو (به انگلیسی: Alina Maksymenko) ژیمناست زادهٔ ۱۰ ژوئیهٔ ۱۹۹۱ میلادی اهل کشور اوکراین است.